# Ján Hollý

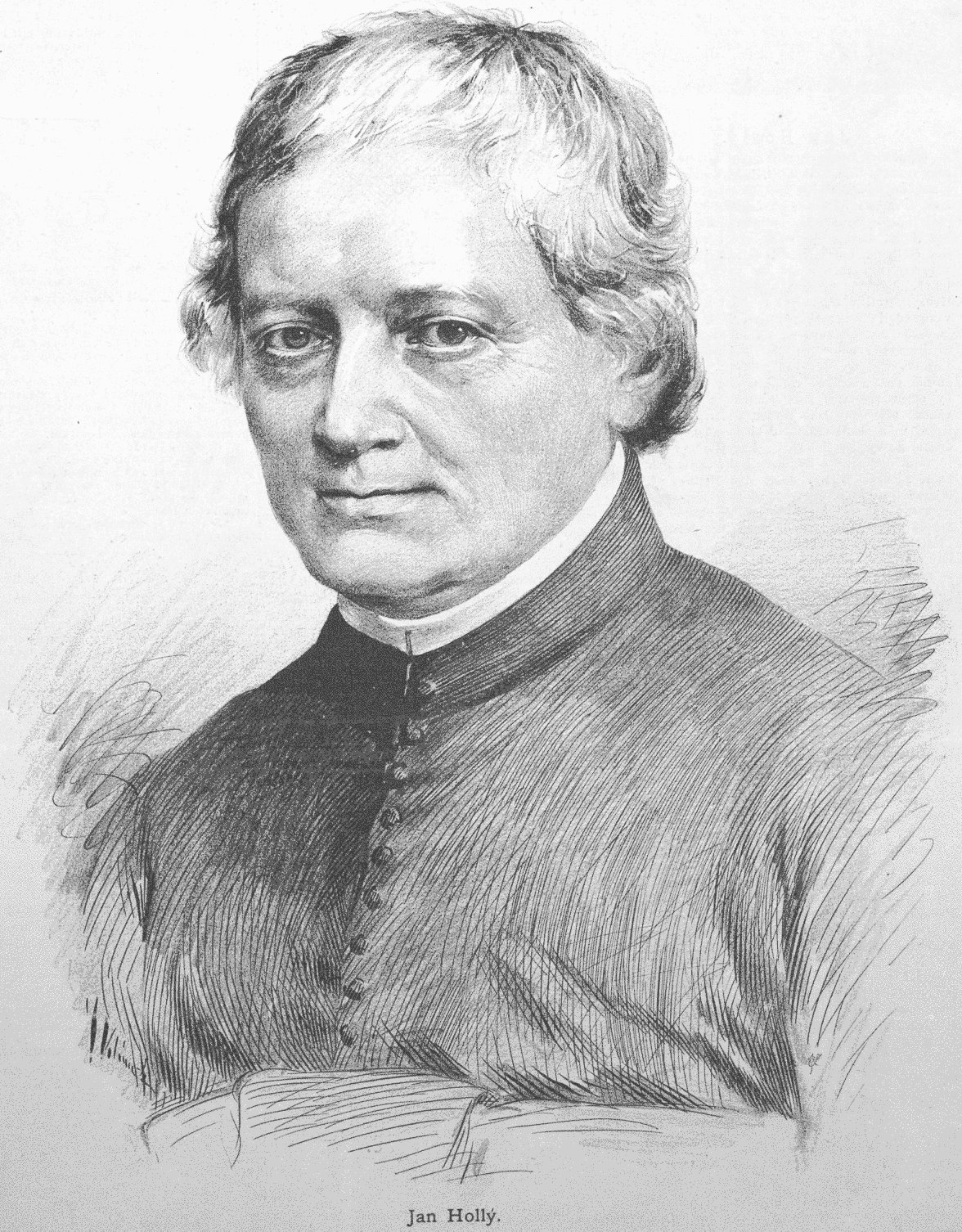
Ján Hollý (Porträt von 1885)

Ján Hollý (ungarisch János Holi; * 24. März 1785 in Burský Svätý Mikuláš, Königreich Ungarn; † 14. April 1849 in Dobrá Voda, Königreich Ungarn) war ein slowakischer Dichter und Übersetzer. Er war der erste große slowakische Dichter, der ausschließlich in der slowakischen Sprache geschrieben hat. Seine Vorgänger schrieben zumeist in verschiedenen Versionen der tschechischen Sprachen, einem slowakischen Tschechisch oder Latein.

## Leben
Ján Hollý wurde 1785 in Borský Mikuláš geboren und studierte Theologie und Philosophie in Skalica, Bratislava und Trnava. Nach seiner Priesterweihe wirkte er ab 1814 als katholischer Geistlicher in der Gemeinde Madunice nahe Piešťany. Trotz seiner kirchlichen Pflichten widmete er sich mit großer Leidenschaft der Literatur und der Förderung der slowakischen Sprache. In Madunice verfasste er den Großteil seiner bedeutenden Werke – der Überlieferung nach unter einer alten Linde, die einst an der Stelle des heutigen Bahnhofs stand. Aus dem Holz dieses Baumes soll später der Altar der Dorfkirche gefertigt worden sein – ein Sinnbild für die enge Verbindung zwischen seinem geistlichen und dichterischen Wirken.
Hollý war eine zentrale Gestalt der zweiten Phase der slowakischen nationalen Wiedergeburt („národné obrodenie“) und der erste Dichter, der systematisch das "Bernolák-Slowakisch" für epische Dichtung nutzte. Seine Werke wie Svätopluk, Cirillo-Metodiáda oder Sláv griffen bewusst auf heroische Themen der slawischen und großmährischen Vergangenheit zurück, um das nationale Selbstbewusstsein der Slowaken zu stärken. Als Literat und Geistlicher verband er kulturelles Engagement mit spiritueller Tiefe und hinterließ ein Werk, das nicht nur ästhetischen, sondern auch identitätsstiftenden Anspruch hatte. Er starb 1849 in Dobrá Voda, wo er seine letzten Lebensjahre verbrachte.

## Ansichten
Er fühlte sich der slowakischen Nation tief verbunden und widmete sein Schaffen der Bewahrung ihrer kulturellen und historischen Identität.
In seinen Mitmenschen sah er ein Volk von arbeitsamen, friedliebenden und naturverbundenen Menschen, deren Menschlichkeit und Würde er in seinen Werken immer wieder betonte.

## Arbeiten
Er verfasste eigene Gedichte und übersetzte die Werke von Anton Bernolák in die slowakische Sprache. 
Durch die Anknüpfung an das Motiv des Fürsten Svätopluk versuchte er, das nationale Bewusstsein der Slowaken zu stärken und ein Gefühl historischer Kontinuität und kultureller Eigenständigkeit zu fördern.

## Eponyme
Im August 2001 wurde der Asteroid (19955) Hollý nach ihm benannt.